# Human Rights Watch
Hjuman rajts voč (engl. Human Rights Watch, HRW; срп. Čuvar ljudskih prava) američka je međunarodna nevladina organizacija koja se bavi ljudskim pravima u svetu. Sedište organizacije je u gradu Njujorku, ali ima otvorene kancelarije i u drugim gradovima, kao što su Berlin, Brisel, Čikago, Ženeva, Johannesburg, London, Los Anđeles, Moskva, Pariz, San Francisko, Tokio, Toronto i Vašington. Organizacija se zalaže za ljudska prava u pogledu osuda zlostavljanja i poštovanja ljudska prava, takođe radi u ime izbeglica, dece, migranata i političkih zatvorenika.
Human Rights Vatch je 1997. godine bio jedan od dobitnika Nobelove nagrade za mir kao jedan od osnivača Međunarodne kampanje za zabranu nagaznih mina i igrao je vodeću ulogu u Sporazumu iz 2008. o zabrani kasetne municije.
Godišnji troškovi organizacije iznosili su 50,6 miliona dolara u 2011, 69,2 miliona dolara u 2014, i 75,5 miliona dolara u 2017.

## Istorija
Human Rights Vatch je počeo 1978. stvaranjem Helsinki Vatch-a, čiji je cilj bio da pomogne grupama građana formiranim u celom sovjetskom bloku da verifikuju usklađenost vlade sa Helsinškim sporazumom iz 1975. Kako je organizacija rasla, formirani su Komiteti Human Rights Vatch-a, a ti komiteti služili su za pokrivanje drugih regiona sveta. Organizacija je 1988. godine zvanično usvojila naziv Human Rights Vatch. Robert L. Bernštajn je bio predsednik organizacije i jedan je od prvobitnih osnivača, kao i Arjeh Nejer Helsinki Vatch je usvojio praksu javnog „imenovanja i sramoćenja“ nasilnih vlada kroz medijsko izveštavanje i kroz direktne razmene sa kreatorima politike. Usredsređujući međunarodnu pažnju na kršenje ljudskih prava u Sovjetskom Savezu i njegovim evropskim partnerima, smatra se da je Helsinki Vatch doprineo ″demokratskim″ transformacijama regiona tokom kasnih 1980-ih.
Helsinki Vatch je osnovan 1981. godine dok su krvavi građanski ratovi zahvatili Centralnu Ameriku. Oslanjajući se na opsežno utvrđivanje činjenica na terenu, Američki čuvar ne samo da se bavio uočenim zloupotrebama od strane vladinih snaga, već je i primenio međunarodno humanitarno pravo kako bi istražio i razotkrio ratne zločine pobunjeničkih grupa. Osim što je izražavao zabrinutosti u pogođenim zemljama, Helsinki Vatch je takođe ispitivao uloge stranih vlada, posebno vlade Sjedinjenih Država, u pružanju vojne i političke podrške zlostavljačkim režimima.
Azijski čuvar (1985), Afrički čuvar (1988) i Bliskoistočni čuvar (1989) su dodati onome što je poznato kao „Čuvarski komiteti”. Godine 1988. svi ovi komiteti su ujedinjeni pod jednim okrivljem da bi formirali Čuvara ljudskih prava.

## Profil
U skladu sa Univerzalnom deklaracijom o ljudskim pravima (UDHR), Human Rights Vatch se protivi kršenju onoga što se smatra osnovnim ljudskim pravima prema UDHR. Ovo uključuje smrtnu kaznu i diskriminaciju na osnovu seksualne orijentacije. Human Rights Vatch zagovara slobode povezane sa osnovnim ljudskim pravima, kao što su sloboda veroispovesti i sloboda štampe. Ova organizacija nastoji da ostvari promenu javnim pritiskom na vlade i njihove kreatore politike da obuzdaju kršenje ljudskih prava, i ubeđivanjem moćnijih vlada da iskoriste svoj uticaj na vlade koje krše ljudska prava.
Human Rights Vatch objavljuje istraživačke izveštaje o kršenju međunarodnih normi ljudskih prava kako je navedeno u Univerzalnoj deklaraciji o ljudskim pravima i onome što smatra drugim međunarodno prihvaćenim normama ljudskih prava. Ovi izveštaji se koriste kao osnova za skretanje međunarodne pažnje na zloupotrebe i pritisak na vlade i međunarodne organizacije da se reformišu. Istraživači sprovode misije utvrđivanja činjenica kako bi istražili sumnjive situacije, takođe koristeći diplomatiju, ostajući u kontaktu sa žrtvama, praveći dosijee o javnosti i pojedincima i obezbeđujući im potrebnu sigurnost u kritičnim situacijama i u odgovarajućem vremenu stvaraju pokrivenost u lokalnim i međunarodnim medijima. Pitanja koja ova organizacima pokreće u svojim izveštajima uključuju društvenu i rodnu diskriminaciju, mučenje, upotrebu dece u vojsci, političku korupciju, zloupotrebe u sistemima krivičnog pravosuđa i legalizaciju abortusa. Human Rights Vatch je dokumentovao i prijavio različita kršenja zakona rata i međunarodnog humanitarnog prava, uglavnom nedavno u Jemenu.
Human Rights Vatch takođe podržava pisce širom sveta, koji su proganjani zbog svog rada i potrebna im je finansijska pomoć. Helman/Hamet stipendije se finansiraju iz poseda dramske spisateljice Lilijan Helman u fondovima osnovanim u njeno ime i ime njenog dugogodišnjeg pratioca, romanopisca Dašiel Hameta. Pored pružanja finansijske pomoći, Helman/Hamet stipendije pomažu u podizanju međunarodne svesti aktivista koji su ućutkivani, jer su govorili u odbrani ljudskih prava.
Svake godine Human Rights Vatch dodeljuje nagradu Čuvara ljudskih prava aktivistima širom sveta koji pokazuju liderstvo i hrabrost u odbrani ljudskih prava. Dobitnici nagrade blisko sarađuju sa organizacijom u istrazi i razotkrivanju kršenja ljudskih prava.
Human Rights Vatch je bila jedna od šest međunarodnih nevladinih organizacija koje su osnovale Koaliciju za zaustavljanje upotrebe dece vojnika 1998. Takođe je kopredsedavajuća organizacija Međunarodne kampanje za zabranu nagaznih mina, globalne koalicije grupa civilnog društva koja je uspešno lobirala za uvođenje Otavskog ugovora, ugovor koji zabranjuje upotrebu protivpešadijskih mina.
Human Rights Vatch je jedan od osnivača Međunarodne slobode izražavanja, globalne mreže nevladinih organizacija koje prate cenzuru širom sveta. Takođe je bio suosnivač Koalicije o kasetnoj municiji, koja je donela međunarodnu konvenciju o zabrani tog oružja. Human Rights Vatch zapošljava više od 275 zaposlenih — lokalnih stručnjaka, advokata, novinara i akademika - i posluje u više od 90 zemalja širom sveta. Sa sedištem u Njujorku, ima kancelarije u Amsterdamu, Bejrutu, Berlinu, Briselu, Čikagu, Ženevi, Johanezburgu, Londonu, Los Anđelesu, Moskvi, Najrobiju, Seulu, Parizu, San Francisku, Sidneju, Tokiju, Torontu, Vašingtonu, i Cirihu. Human Rights Vatch održava direktan pristup većini zemalja o kojima izveštava. Kuba, Severna Koreja, Sudan, Iran, Izrael, Egipat, Ujedinjeni Arapski Emirati, Uzbekistan i Venecuela su među nekolicinom zemalja koje su blokirale pristup članovima osoblja ove organizacije.
Trenutni izvršni direktor organizacije je Kenet Rot, koji je na toj funkciji od 1993. Rot je vodio istrage o zloupotrebama u Poljskoj nakon proglašenja vanrednog stanja 1981. Kasnije se fokusirao na Haiti, koji je tek bio izašao iz Duvalijeove diktature, ali je nastavio da bude opterećen problemima. Rotova svesnost o važnosti ljudskih prava počela je pričama koje je njegov otac pričao o bekstvu iz nacističke Nemačke 1938. Rot je diplomirao na Pravnom fakultetu Jejla i Univerzitetu Braun.

## Specifičnosti  i kampanje sa kojima se bavi Human Rajts Vatch
- Ukidanje smrtne kazne širom sveta;
- LGBT prava (lezbejke, gej, biseksualci i transrodni);
- Vansudska pogubljenja i otmice;
- Napuštena deca sa ulice;
- Legalizacija abortusa;
- Sudski postupci protiv prekršilaca ljudskih prava;
- Dečija radna snaga;
- Trgovina ženama i devojkama;
- Genocid, ratni zločini, zločini protiv čovečnosti;
- Obezbeđenje civila tokom ratova;
- Deca vojnici;
- Trgovina lakim oružjem;
- Nagazne mine;
- Protivi se upotrebi kasetnih bombi;
- Uključen je u sve procese razoružanja.

## Poređenje sa Amnesti International
Hjuman rajts voč i Amnesti International su jedine dve zapadno orijentisane nevladine međunarodne organizacije za ljudska prava čiji izveštaji o kršenju ljudskih prava imaju za cilj sveobuhvatno globalno izveštavanje. Glavne razlike leže u strukturi grupe i metodama za promovisanje promena.
Amnesti International je organizacija sa masovnim članstvom. Mobilizacija tih članova je centralno oruđe zagovaranja organizacije. Glavni proizvodi Human Rights Vatch-a su istraživanje usmereno na krizu i dugački izveštaji, dok Amnesti internešenel lobira i piše detaljne izveštaje, ali se takođe fokusira na masovne kampanje pisanja pisama, zalažući se za pojedince u zatvoru lobirajući za njihovo oslobađanje. Hjuman rajts voč će otvoreno lobirati za određene akcije koje druge vlade treba da preduzmu protiv prekršilaca ljudskih prava, uključujući imenovanje određenih pojedinaca za hapšenje, ili za sankcije koje će se uvesti protiv određenih zemalja, kao što je pozivanje na kaznene sankcije protiv najviših lidera u Sudanu koji su nadgledali kampanju ubijanja u Darfur. Grupa je takođe pozvala da se puste aktivisti za ljudska prava koji su bili zatočeni u Sudanu.
Njena dokumentacija o kršenju ljudskih prava često uključuje opsežne analize političke i istorijske pozadine dotičnih sukoba, od kojih su neke objavljene u akademskim časopisima. Izveštaji AI, s druge strane, obično sadrže manje analiza i umesto toga se fokusiraju na konkretne zloupotrebe prava.
Džonathan Foreman novinar je 2010. napisao da je HRV "sve samo zasenio" Amnesti International. Prema Foremanu, umesto da bude podržan od strane masovnog članstva, kao što je AI, HRV zavisi od bogatih donatora koji vole da vide da izveštaji organizacije budu na naslovima svih novina. Iz tog razloga, prema Foremenu, može biti da se organizacije poput HRV-a „previše koncentrišu na mesta do kojih je medijima već stalo“, posebno u nesrazmernoj pokrivenosti Izraela.

## Finansiranje i usluge
Za finansijsku godinu koja se završava juna 2008, HRV je prijavio da je primio oko 44 miliona američkih dolara javnih donacija. U 2009. Human Rights Vatch je izjavio da dobijaju skoro 75% svoje finansijske podrške iz Severne Amerike, 25% iz Zapadne Evrope i manje od 1% od ostatka sveta.
Prema finansijskoj proceni iz 2008. godine, HRV izveštava da ne prihvata nikakvo direktno ili indirektno finansiranje od vlada i da se finansira kroz doprinose privatnih lica i fondacija.
Finansijer i filantrop Džordž Soroš iz Fondacije za otvoreno društvo objavio je 2010. svoju nameru da dodeli 100 miliona dolara kompaniji HRV u periodu od deset godina kako bi joj pomogao da proširi svoje napore na međunarodnom planu: „da budu efikasniji“, rekao je, „mislim da organizacija se mora posmatrati kao više internacionalna, a manje američka organizacija“. On je nastavio: „Hjuman rajts voč je jedna od najefikasnijih organizacija koje podržavam. Ljudska prava su u osnovi naših najvećih težnji: ona su u srcu otvorenih društava.“ Donacija povećava operativno osoblje Hjuman rajts voč-a od 300 za 120 ljudi. Donacija je bila najveća u istoriji organizacije.

## Značajno osoblje
Neki značajni sadašnji i bivši članovi osoblja Hjuman Rajts Voč-a:
- Robert L. Bernstein, emeritus osnivača
- Nil Rimer, kopredsedavajući Međunarodnog odbora direktora[33]
- Kenet Rot, izvršni direktor
- Jan Egeland, zamenik direktora i direktor Human Rights Vatch Europe
- Džon Studzinski, potpredsednik;[34][35][36] bivši direktor; član Izvršnog odbora; Predsednik Investicionog komiteta[37][38][39][40][41]
- Budi Minki, direktor medija
- Džejmi Felner, viši savetnik za program Human Rights Vatch Sjedinjenih Država
- Bred Adams, direktor za Aziju
- Skot Long, direktor za prava lezbejki, homoseksualaca, biseksualaca i transrodnih osoba
- Sara Li Vitson, bivša direktorka za Bliski istok i Severnu Afriku
- Džo Stork, zamenik direktora za Bliski istok i severnu Afriku
- Mark Garlasko, bivši član osoblja, dao je ostavku zbog skandala u vezi sa njegovom kolekcijom nacističkih suvenira[42]
- Šeron Hom, članica savetodavnog odbora Hjuman Rajts Voč-a/Azija
- Tae-Ung Baik, bivši konsultant za istraživanje
- Nabeel Rajab, član Savetodavnog komiteta Odeljenja za Bliski istok Human Rights Vatch-a
- Tejshree Thapa, bivši stariji istraživač Južne Azije[43]
- Ben Ravlence, novinar i bivši istraživač

## Publikacije
Hjuman Rajts Voč objavljuje izveštaje o mnogim različitim temama i sastavlja godišnji Svetski izveštaj koji predstavlja pregled stanja ljudskih prava širom sveta. Objavljuje ga Seven Stories Press od 2006. godine; aktuelno izdanje, Svetski izveštaj 2020, objavljeno je u januaru 2020. i pokriva događaje iz 2019. Svetski izveštaj 2020, 30. godišnji pregled prakse ljudskih prava HRV-a širom sveta, uključuje preglede prakse i trendova ljudskih prava u skoro 100 zemalja, i uvodni esej izvršnog direktora HRV-a Keneta Rota „Globalna pretnja Kine ljudskim pravima”. Hjuman Rajts Voč je opširno izveštavao o temama kao što su genocid u Ruandi 1994. Demokratska Republika Kongo i registri seksualnih prestupnika u SAD zbog njihove preopširnosti i primene na maloletnike.
U leto 2004. Biblioteka retkih knjiga i rukopisa na Univerzitetu Kolumbija u Njujorku postala je depozitna institucija za Arhiv Hjuman Rajts Voč-a, aktivnu kolekciju koja dokumentuje decenije istraživanja ljudskih prava širom sveta. Arhiva je prebačena sa svoje prethodne lokacije u biblioteku Norlin na Univerzitetu Kolorado. Arhiva uključuje administrativne dosijee, dokumente za odnose s javnošću, kao i dosijee predmeta i zemalja. Uz neke izuzetke iz bezbednosnih razloga, zajednica Univerziteta Kolumbija i javnost imaju pristup terenskim beleškama, snimljenim i transkribovanim intervjuima sa navodnim žrtvama kršenja ljudskih prava, video i audio kasetama, i drugim materijalima koji dokumentuju aktivnosti organizacije od njenog osnivanja 1978. Međutim, značajni delovi HRV arhive nisu otvoreni za istraživače ili za javnost, uključujući zapise sa sastanaka upravnog odbora, izvršnog odbora i različitih podkomiteta, što ograničava sposobnost istoričara da razumeju organizaciju unutrašnjeg odlučivanja.

## Kritika
HRV je kritikovan zbog percipirane pristrasnosti od strane nacionalnih vlada koje je istraživao zbog kršenja ljudskih prava, od strane NVO Monitor i od strane osnivača HRV-a i bivšeg predsednika, Roberta L. Bernsteina. Optužbe o pristrasnosti uključuju neprimeren uticaj politike vlade Sjedinjenih Država i tvrdnje da je HRV pristrasan prema Izraelu (i da se neopravdano fokusira na arapsko-izraelski sukob). HRV je takođe kritikovan zbog loše metodologije istraživanja i slabe provere činjenica i ignorisanja kršenja ljudskih prava manje otvorenih režima. HRV se rutinski javno obraćao, a često i negira kritike na račun svojih izveštaja i nalaza.
Kritičari su takođe optuživali da je bila pod uticajem američke spoljne politike, posebno u vezi sa njenim izveštavanjem o Latinskoj Americi. Etiopska vlada je takođe optužila Human Rights Vatch za pristrasno i nepravedno izveštavanje. Vlada Venecuele je 2008. godine– preko Tareka El Aisamija (ministar unutrašnjih poslova) i Nikolasa Madura (tadašnji ministar spoljnih poslova, a sadašnji predsednik) – optužila Human Rights Vatch da se „nezakonito meša u unutrašnje stvari“ Venecuele, zbog čega su proterali sve njihove predstavnike iz zemlje. Sa svoje strane, tadašnji ministar komunikacija i informisanja i predsednik TeleSUR, Andres Izara je opisao Hjuman rajts voč kao „fasadu mešanja SAD u Venecuelu” i optužio je da je u službi „najglupljih interesa venecuelanske oligarhije u službi imperijalnih interesa”.
Dana 12. maja 2014. Irkinja Mairead Maguire i Argentinac Adolfo Perez Eskivel ― oboje dobitnici Nobelove nagrade za mir, zajedno sa stotinu profesora iz Sjedinjenih Država i Kanade, zatražili su od Human Rights Vatch-a da preduzme „konkretne mere za jačanje nezavisnosti” organizacije, pošto su njeni najviši menadžeri imali direktnu vezu sa Demokratskom strankom, sa Vladom Sjedinjenih Država, kao i sa CIA-om (Centralna Obaveštajna Agencija). Oni su se pismom obratili Kenetu Rotu (direktoru Human Rights Vatch-a), tražeći okončanje „okretnih vrata“ između ovih institucija i Human Rights Vatch-a. Među likovima vezanim za ove institucije bili su Migel Diaz (analitičar CIA-e iz 1990-ih i aktuelni zvaničnik Stejt departmenta), zatim Tom Malinovski, Majls Frešet i Majkl Šifte (koji su imali direktne veze sa Demokratskom strankom).  Dana 3. juna 2014, Human Rights Vatch je odgovorio tvrdeći da je njihova „briga preuveličana“. Dana 8. jula 2014. godine, iz upravnog odbora izbačen je Havijer Solana (bivši generalni sekretar NATO-a i svi zvaničnici povezani sa vladom SAD.
Upravni odbor HRV-a je 2020. otkrio da je Human Rajts Voč prihvatio donaciju od 470.000 dolara od saudijskog magnata za nekretnine Mohameda Bin Ise Al Džabera, vlasnika kompanije koju je HRV „ranije identifikovao kao saučesnika u zloupotrebi radnih prava“, pod uslovom da donacija se ne koristi za podršku LGBT zagovaranju na Bliskom istoku i u severnoj Africi. Poklon je vraćen, a Hjuman rajts voč je izdao saopštenje u kojem se navodi da je prihvatanje sredstava „odluka za duboko žaljenje“ kao odgovor na istraživačko izveštavanje.
U avgustu 2020. kineska vlada je sankcionisala izvršnog direktora HRV-a Keneta Rota zajedno sa čelnicima četiri druge organizacije za demokratiju i ljudska prava sa sedištem u SAD i šest američkih republikanskih poslanika za podršku prodemokratskom pokretu u Hong Kongu 2019. 11 zvaničnika Hong Konga i Lideri pet organizacija su sankcionisani, čiji su detalji bili neprecizirani. Poslednji korak je zauzvrat bio reakcija na donošenje Zakona o nacionalnoj bezbednosti Hong Konga krajem juna. Njujork tajms izvestio je u oktobru 2021. da je HRV napustio Hong Kong kao rezultat kineskih sankcija, a da će situaciju u Hong Kongu od sada pratiti kineski tim HRV-a. Odluka o odlasku došla je usred šireg obračuna sa grupama civilnog društva u Hong Kongu.

## Spoljašnje veze
- Zvanična stranica
- Sadržaj na srpskom Архивирано на веб-сајту  (25. децембар 2015)